# رایانه روی ماژول
رایانه روی ماژول ( COM ) نوعی کامپیوتر تک برد (SBC) است ،که یک زیر نوع از یک سیستم رایانه ای تعبیه شده میباشد. با توجه به توسعه مفهوم سیستم در تراشه (SoC) و سیستم در بسته ،ماهیت COMچیزی بین یک رایانه کامل و یک میکروکنترلر میباشد،که بسیار شبیه به یک "سیستم در ماژول " (SOM) است.

## طراحی
COM ها کامپیوترهای جاسازی شده کاملی هستند که روی یک صفحه مدار ساخته شده اند. این طراحی بر روی یک ریزپردازنده با RAM ، کنترل کننده های ورودی / خروجی و سایر ویژگی های مورد نیاز برای داشتن یک کامپیوتر کاربردی در یک صفحه، قرار گرفته است. با این حال ، بر خلاف یک کامپیوتر تک برد ، COM معمولاً فاقد اتصالات استاندارد برای وسایل جانبی ورودی / خروجی است که مستقیماً به برد متصل می شوند.
ماژول معمولاً باید روی یک تخته حامل (یا "تخته پایه") نصب شود که باس را به اتصالات استاندارد محیطی می شکند. برخی از COM ها دارای اتصالات جانبی نیز هستند؛و برخی را نیز می توان بدون حامل استفاده کرد.
COMبه عنوان یک راه حل،یک بسته سیستم رایانه ای متراکم را ارایه می دهد.که این بسته در برنامه های کوچک یا تخصصی که نیازمند آنند تا مصرف انرژی پایینی داشته باشند یا آنکه از نظر فیزیکی کوچک باشند،برای مثال در سیستم های تعبیه شده ،استفاده می شود.از آنجا که COM بسیار جمع و جور و کاملاً یکپارچه است ، حتی پردازنده های مرکزی پیچیده ،مانند فناوری چند هسته ای ، در COM قابل تحقق هستند.
برخی از دستگاه ها همچنین دارای اجزای آرایه گیت قابل برنامه ریزی (FPGA) هستند. توابع مبتنی بر FPGA را می توان به عنوان هسته های IP به خود COM یا به کارت حامل اضافه کرد. استفاده از هسته های IP FPGA به ماژولار بودن مفهوم COM می افزاید ، زیرا توابع ورودی / خروجی را می توان بدون نیاز به سیم کشی مجدد روی صفحه مدار چاپی ، برای نیازهای خاص تطبیق داد.
به "ماژول روی رایانه" ، "ماژول روی سیستم" (SOM)نیز گفته می شود.

## تاریخچه
اصطلاحات "رایانه روی ماژول" و "COM" توسط محقق بازار
(Venture Development Corp(VDCابداع شد و اولین بار در گزارش VDC در مورد بازار جهانی تابلوهای رایانه های تجاری در برنامه های زمان واقعی و جاسازی شده ،مه در نوامبر 2001 انتشار یافتند،ظاهر شد.  این اصطلاحات با استاندارد سازی قالب COM Express در سال 2005 ،بیشتر مشهور شدند.
هیچ محصول مشخصی تحت عنوان "اولین رایانه روی ماژول" وجود ندارد؛زیرا زمانی که VCD برای اولین بار این اصطلاح را معرفی کرد،تعداد زیادی برد کوچک ابزار-مانند،از قبل در بازار موجود بوده اند.
COM Express فقط یکی از بسیاری از قالبهای استاندارد ماژول رایانه است. سایر استانداردهای COM با مشخصات آزاد شامل SMARC ، Qseven ، ESM ، XTX و eTX است . علاوه بر این ، بسیاری از تولیدکنندگان COMرا با قالب های اختصاصی ارائه می دهند.
برخی از قالبهای COM اختصاصی ، طرحهای SODIMM و MXM را به سبک اتصال لبه ای اصلاح کرده اند ، در حالیکه برخی دیگر دارای ابعاد مستطیلی مستقل و انواع مختلفی از اتصالات برد به صفحه با تراکم بالا هستند. قابل ذکر است ، ماژول محاسبه Raspberry Pi در فرمت SODIMM 200 پین طراحی شده است.

## مزیت ها
استفاده از برد حامل در بسیاری از موارد یک مزیت محسوب میشود ، زیرا می تواند رابط های ورودی / خروجی خاص ، دستگاه های حافظه ، اتصالات یا فاکتورهای شکل را پیاده سازی کند. جدا کردن طراحی صفحه حامل و COM ، در صورت لزوم ، مفاهیم طراحی را ماژولار تر می کند. یک شرکت مخابراتی متناسب با یک برنامه خاص ممکن است به تنهایی شامل طراحی بالای سر باشد. اگر پردازنده اصلی و کنترل کننده های اصلی ورودی / خروجی در یک COM قرار داشته باشند ، به عنوان مثال ، ارتقا  یک جز پردازنده به نسل بعدی آن بسیار آسان تر است ، بدون اینکه نیاز به طراحی مجدد یک حامل بسیار تخصصی باشد،که این موضوع می تواند باعث صرفه جویی در هزینه ها و کوتاه شدن زمان توسعه شود. با این حال ، این شیوه تنها در صورتی کارساز است که اتصال برد به برد بین COM ،و همچنین شرکت مخابراتی آن ، با بروزرسانی ها سازگار باشد.
از دیگر مزایای استفاده از محصولات COM به جای توسعه اساسی می توان به کاهش زمان ورود به بازار (TTM) ، کاهش ریسک ، صرفه جویی در هزینه ، انتخاب انواع پردازنده های مرکزی ، کاهش نیازها و زمان برای طراحی مشتری و توانایی انجام هر دو سخت افزار و توسعه نرم افزار به طور همزمان اشاره کرد.
1. ↑  Typical COM product line
2. ↑  «Technologic Systems FPGA based COM modules». بایگانی‌شده از اصلی در ۲۴ مارس ۲۰۱۶. دریافت‌شده در ۱۰ نوامبر ۲۰۲۰.
3. ↑  
"computer-on-module".
PCMag Encyclopedia.
4. ↑  
"Computer on Module".
"System on Module (SOM)".
Critical Link definitions.
5. ↑  
"Make or Buy: System on Modules and Small Board Computers".
6. ↑  «Global Market for Merchant Computer Boards in Real-time and Embedded Applications report». بایگانی‌شده از اصلی در ۳۱ ژوئیه ۲۰۱۹. دریافت‌شده در ۱۰ نوامبر ۲۰۲۰.
7. ↑  Gumstix launch PR
8. ↑  Inforce Micro SoMs
9. ↑  Computer on Modules - Technical Reference Manuals